# Zhu Quan
 (juillet 2022).
Si vous disposez d'ouvrages ou d'articles de référence ou si vous connaissez des sites web de qualité traitant du thème abordé ici, merci de compléter l'article en donnant les références utiles à sa vérifiabilité et en les liant à la section « Notes et références ».
 (juillet 2022).
Le contenu est difficilement compréhensible vu les erreurs de traduction, qui sont peut-être dues à l'utilisation d'un logiciel de traduction automatique.
Zhu Quan (chinois simplifié : 朱权 ; chinois traditionnel : 朱權 ; pinyin : Zhū Quán ; 1378 - 1448), prince de Ning (chinois simplifié : 宁王 ; chinois traditionnel : 寧王 ; pinyin : Nìngwáng) est le 17e fils de l’empereur Ming Hongwu. Au cours de sa vie, il exerce les fonctions de Commandant militaire, de seigneur féodal, d'historien et de dramaturge. On se souvient également de lui comme d'un connaisseur du thé, d'un joueur de guqin et d'un compositeur.

## Autres noms
En plus du titre de prince de Ning, Zhu Quan est également connu sous le nom d'« Étrange érudit du Grand Ming » (chinois : 大明奇士 ; pinyin : Da Ming Qi Shi). Dans le cadre de ses essais taoïste, pour tenter d'éviter la mort, il adopte différents alias : l'« immortel émacié » (chinois : 臞仙 ; pinyin : Qúxiān), le « Maître qui englobe le vide » (chinois : 涵虚子 ; pinyin : Hánxūzi), le « taoïste du continent mystérieux » ou « taoïste de l'île mystérieuse » (chinois : 玄洲道人 ; pinyin : Xuánzhōu Dàoren), et « Monsieur parfait du merveilleux chemin du mystérieux Vide du Pôle Sud » (chinois : 南极沖虚妙道真君 ; pinyin : Nánjí Chōngxū Miàodào Zhēnjūn).

## Histoire
Zhu Quan est initialement un commandant militaire au service de son père, l'empereur Hongwu, fondateur de la dynastie Ming. Il obtient le fief frontalier de Ning avec sa capitale à Daning en 1391. Il est célèbre pour sa maîtrise de l'art et de la guerre et joue un rôle important lors des troubles entourant l'ascension de son neveu adolescent, Jianwen, en 1399.[réf. nécessaire]
Sur les conseils de ses conseillers confucéens, l'empereur Jianwen convoque son oncle devant un public dans la capitale impériale Nankin. Se méfiant des intentions de l'empereur, alors que d'autres oncles sont rétrogradés ou exécutés la même année, Zhu Quan refuse et perd trois de ses divisions pour insubordination.
Ming Yongle, prince de Yan, se prépare pour son soulèvement contre l'empereur et considère alors qu'il est primordial de neutraliser Zhu Quan, chef de troupes bien entraînées et situées derrière ses lignes. Profitant de l'attaque de Wu Gao sur Yongping, le prince de Yan — après avoir écrasé les forces de Wu Gao — se précipite à Daning et feint la défaite et la détresse. Après plusieurs jours, ses forces sont en position et réussissent à capturer Zhu Quan. L'histoire officielle des Ming a retenu l'évacuation de Daning, le harem de Zhu Quan, les courtisans transférés à Songtingguan et le prince demeurant dans la capitale Yan à Beiping ainsi que la destruction par Ming Yongle de la vaste bibliothèque de Zhu Quan.
À partir de ce moment, Zhu Quan assiste son frère dans son soulèvement que le prince de Yan a proposé de scinder tout l'empire entre eux. Après son élévation en tant qu'empereur de Yongle en 1402, cependant, il renonça rapidement et refusa de nommer son frère à la seigneurie de Suzhou ou de Qiantang. Il s'est installé à Nanchang, la capitale du Jiangxi. Après une frayeur où il fut accusé de pratiquer la sorcellerie wugu (type de magie noire chinois), Zhu Quan se retira essentiellement de toute ingérence dans le royaume, se consacrant plutôt à des activités culturelles.
Rencontrant chaque jour des érudits locaux ou en visite, il poursuit l'immortalité. Il chérit et révise son Livre secret des origines (chinois : 原始秘书 ; pinyin : Yuánshǐ Mìshū), un texte qui attaque vivement le bouddhisme en tant que « culte de deuil » étranger en contradiction avec la culture chinoise et une gouvernance appropriée. Son encyclopédie du taoïsme est si estimé qu'elle rejoint le canon taoïste. Il est également crédité de la rédaction de plusieurs anthologies annotées. Son plus grand succès fut son Manuel du thé (chinois : 茶谱 ; pinyin : Chá Pǔ). En outre, il finance personnellement la publication de nombreux livres rares et compose plusieurs opéras.[réf. nécessaire]
Zhu Quan est une figure importante de l’histoire de la cithare chinoise, ou guqin. Il écrit l'important Manuel du mystérieux et merveilleux (chinois : 神奇秘谱 ; pinyin : Shénqí Mì Pǔ) en 1425. Il s'agit de la plus ancienne large collection connue de partitions de cithare ayant survécu jusqu'à nos jours.[réf. nécessaire]

## Famille
Zhu Quan est également l'ancêtre du célèbre peintre chinois Zhu Da.

## Voir également
- Les classiques du thé
- Guqin